# Pasul Bursucăriei
Pasul Bursucăriei este o trecătoare situată în Carpații Orientali la altitudinea de 1360 m, care face legătura între depresiunile Drăgoioasa și Bilbor de-a lungul DJ174A, pe aliniamentul dintre orașele Vatra Dornei și Toplița.

## Date geografice
Pasul delimitează pe cumpăna apelor Munții Călimani situați la vest (Vârful Bursucăriei 1368 m) de Munții Bistriței (Vârful Alunișul Mare 1448 m) situați la est.
Este parcurs de DJ174A (drum de pământ, de categoria a III-a cu 1 bandă pe sens), dificil practicabil rutier pe această porțiune
Alte trecători în apropiere sunt spre nord Pasul Păltiniș, spre sud Pasul Răchitiș, spre est Pasul Iuteș și spre vest Pasul Tihuța.

## Oportunități turistice de vecinătate
- Depresiunea Bilbor: Mlaștina cu borviz (Pârâul Dobreanu), Rezervația de mesteacăn pitic  (Betula nana) de pe Pîrîul Rușilor, Biserica de lemn din Bilbor "Sf. Nicolae" (1790), Drumul Rușilor
- Comuna Panaci: Pasul Păltiniș (drum pavat cu bârne de lemn), Catedrala Munților (din piatră vulcanică, pictată atât la exterior cât și la interior), Schitul Piatra Tăieturii.
- Comuna Șaru Dornei: Megaliții de pe Poteca celor 12 Apostoli și Moara Băuca din Gura Haitii, Casa Muzeu a Familiei Pața, Rezervația naturală Tinovul Șaru Dornei.
- Stațiunea Vatra Dornei
- Trasee turistice pe Platoul Călimanilor, în Munții Borsecului sau Munții Bistriței
- Stațiunea Borsec - Complexul carstic Scaunul Rotund, carierele de travertin, izvoarele minerale, pîrtiile de schi
- Toplița - Pârtia de schi și Biserica de lemn din 1847, Ștrandurile Bánffy și Urmánczy
- Tulgheș: Bisericuța de lemn (1790) – unde se află și „Cimitirul eroilor din primul război mondial”; Rezervația Pietrele Roșii (1215 m) - delataplanorism, ascensiuni, belvedere; Piatra Runcului (1425 m); Platoul Comarnicului; Rezervația de stejar